# Stema Kârgâzstanului

Stema Kârgâzstanului

Stema Kârgâzstanului a fost adoptată în 2016. Emblema are o formă circulară având în cea mai mare parte culoarea albastră. Albastru deschis este cunoscută drept culoarea kirghiză a curajului și generozității. La stânga și la dreapta stemei sunt ramuri de grâu și bumbac. În partea superioară, apare numele țării în kirghiză „Кыргыз Республикасы” (Qırğız Respublikası). A fost proiectat de A. Abdraev și S. Dubanaev.

## Descriere
Emblema are o formă circulară, limbajul convențional al simbolurilor exprimând mentalitatea, natura, cultura și conducerea poporului kirghiz.
În prim plan în partea inferioară a cercului albastru se află o imagine frontală a unui șoim alb cu aripile larg deschise. Pasărea „Ak Shumkar”, ca simbol al purității și nobleții gândurilor, este cântată în legende și în epopeile populare. Imaginea păsării de pe stemă înseamnă un mod de viață, cultura tradițională a poporului kirghiz și simbolizează protecția pământului kirghiz care se întinde în spatele ei cu Issyk-Kul și vârfurile înzăpezite ale munților Alatau (în special vârfurile Tian-Șan). În adâncul cercului, din cauza munților, care ocupă partea superioară a stemei, răsare soarele, raze de aur strălucind peste țara sacră a Kârgâzstanului. Cele patruzeci de raze care se extind din soare se referă la legendarele patruzeci de clanuri ale lui Manas.
Partea centrală are un cadru decorativ, sub forma unei panglici, pe care scrie: „Кыргыз” (Kirghiz) în partea superioară, și „Республикасы” (Republica) în partea inferioară. Părțile laterale ale cadrului includ un decor, alcătuit din motive ornamentale, ramuri de bumbac deschise stilizate, și ramuri de grâu - principalele culturi cultivate în Kârgâzstan.
Stema este realizată în culori calde-reci. Cercul este înconjurat de o linie de contur.